# Torreón de San Miguel
El torreón de San Miguel o torreón de Cabo de Gata es una atalaya militar del siglo XVIII situada en Cabo de Gata, término municipal de Almería (Andalucía, España). Fue inscrito como Bien de Interés Cultural en 1985 como Monumento. Se encuentra en estado de abandono a la espera de un proyecto de restauración.

## Historia
Existen evidencias que indican que desde época andalusí había un sistema de torres de vigilancia en las costas de Cabo de Gata; de hecho, el torreón actual se construyó debido a la destrucción de otro anterior.
La estructura comenzó a construirse el 29 de marzo de 1756 por orden de Fernando VI para proteger el poblado de La Almadraba de Monteleva y sus salinas. El diseño corrió a cargo del arquitecto Tomás Warluzel d'Hostel. Las obras concluyeron a mediados de noviembre del mismo año y dieron al torreón una forma cónica, constando de dos plantas más la azotea y accediendo al segundo piso por unas escaleras con puente. Según el militar Antonio María de Bucareli, en 1762 el torreón estaba guarnecido con dos torreros, un cabo de infantería, cuatro soldados y un artillero, además de estar protegido con dos cañones.
Después de la guerra de la Independencia la torre es desarticulada, quedando abandonados en la arena los cañones. Posiblemente tuvo algún uso durante la Guerra civil española, aunque, tras desaparecer el Cuerpo de Carabineros, en 1941 pasó a ser la casa-cuartel de la Guardia Civil. En los años 1980 se construyó una pequeña muralla con torretas en las esquinas. Finalmente se abandonó en el año 2000 debido a la construcción de un nuevo cuartel en la barriada.
A pesar de continuar cedido sin uso a este cuerpo, el Ayuntamiento de Almería convocó un concurso de ideas en 2018, cuyo ganador propuso eliminar la muralla perimetral contemporánea y trasladar al torreón la oficina de turismo. No obstante, el proyecto no será financiado hasta la segunda fase del Plan de Grandes Ciudades, entre 2023 y 2024.